# أنتوني أندرسون
أنتوني أندرسون (بالإنجليزية: Anthony Anderson)‏ هو لاعب كرة قدم أمريكية أمريكي، ولد في 27 سبتمبر 1956 في ويلمنغتون في الولايات المتحدة.

## وصلات خارجية
- أنتوني أندرسون على موقع مرجع كرة القدم المحترفة.كوم (الإنجليزية)
- أنتوني أندرسون على موقع JustSportsStats.com (الإنجليزية)